# Détente

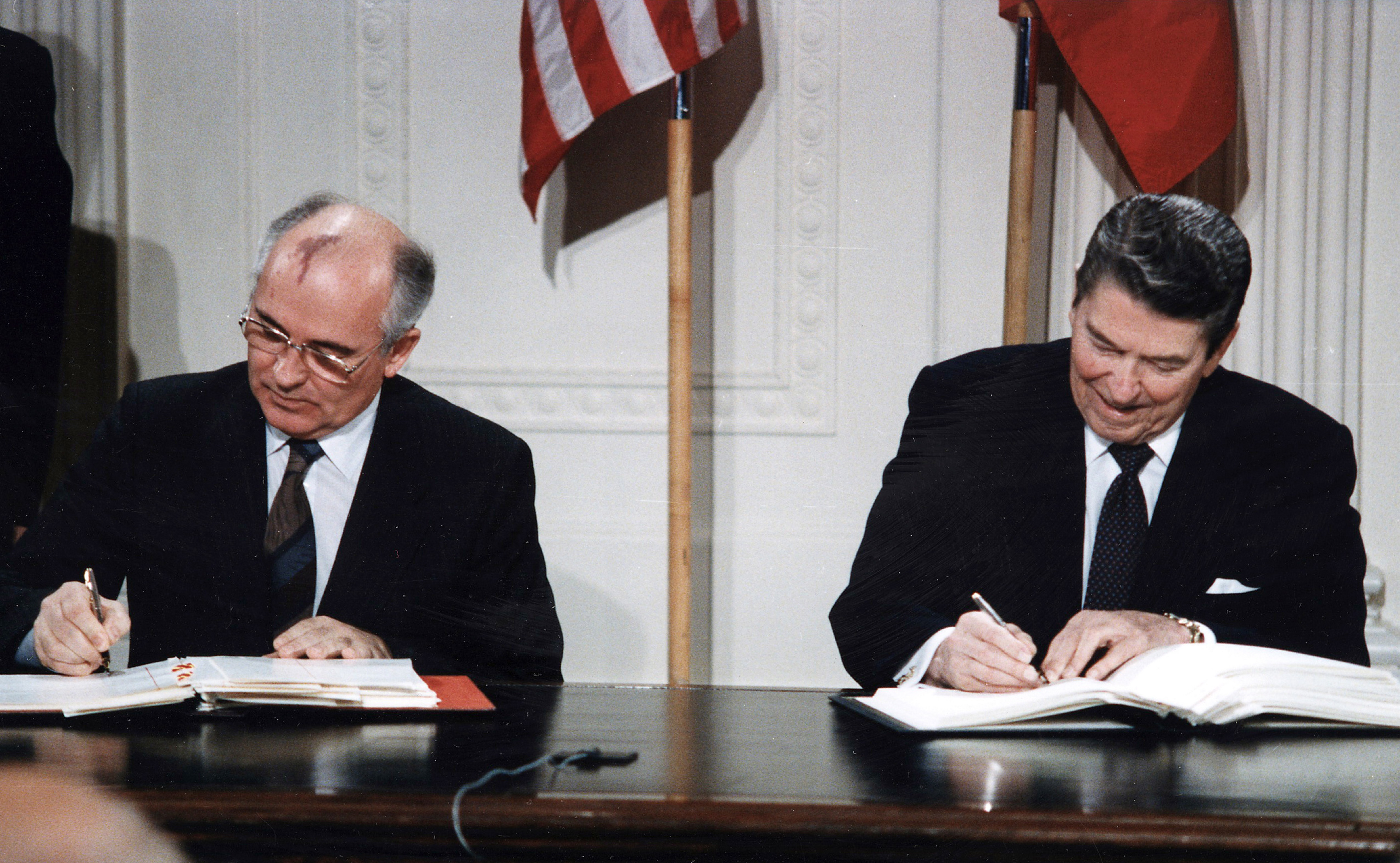
Mikhail Gorbachev, Secretário-Geral do Partido Comunista da União Soviética, e Ronald Reagan, Presidente dos Estados Unidos, assinando o Tratado INF.

Détente é uma palavra francesa que significa distensão ou relaxamento. O termo tem sido usado em política internacional desde a década de 1970. De uma maneira geral, o termo pode ser empregado para se referir a qualquer situação internacional na qual nações que tinham anteriormente um relacionamento hostil (sem, no entanto, estarem em um estado de guerra declarada) passam a restabelecer relações diplomáticas e culturais, apaziguando seu relacionamento e diminuindo o risco de conflito declarado.
O termo é mais frequentemente utilizado em referência à redução geral de tensão entre a União Soviética e os Estados Unidos da América durante a Guerra Fria, ocorrido no final da década de 1960 (após a Crise dos mísseis de Cuba) até o início dos anos 1980. A détente avançou paulatinamente até os Encontros de Cúpula de Reiquiavique, em 1986, e de Washington (Intermediate-Range Nuclear Forces Treaty), em 1987, quando Ronald Reagan e Gorbatchev assinaram o fim da Guerra Fria. Há, todavia, quem defenda que a Guerra Fria continuou de fato até o colapso e consequente dissolução da URSS em 1991.

## Histórico
Durante a década de 1970, nas administrações de Nixon e Ford, nos EUA, e de Brezhnev na URSS, a Guerra Fria sofreu grandes modificações com a implementação da détente pelas duas potências. A URSS buscava mostrar ao público como a nova política de coexistência pacífica, com o fim da corrida armamentista era algo positivo, bem como tentava se vangloriar por isso. Cumpre destacar que essa foi uma política adotada pelas nações aos fins da década de 60 com medo de uma guerra nuclear, que dado o poderio armamentista de ambas as potências, teria consequências ainda mais desastrosas que as guerras anteriores, ainda, por lado da URSS, com o interesse de ter suas fronteiras no leste Europeu reconhecidas.
As principais motivações para a détente, conforme mencionado acima, era o medo do desencadeamento de mais uma guerra, pois o poder militar da URSS não era mais inferior àquele detido pelos EUA. Ainda, com essa nova política, desejavam expandir o comércio entre as nações, bem como reduzir a capacidade nuclear, buscando a suficiência, por parte dos EUA. Cumpre destacar que a détente, apesar da tentativas dos governos de mostrar o contrário, não foi livre de críticas, principalmente pelo Congresso e população estadunidense, que acreditavam que grande parte os atos decorrentes da détente, como o SALT, e os tratados de Helsinque favoreciam a URSS em detrimento dos EUA, entendimento esse compartilhado também pelo escritor soviético exilado Aleksandr Solzhenitsyn, que alertava os EUA sobre os perigos da détente indicando que o desconhecimento dos EUA a respeito do regime soviético é produto da distância, da falta de informação, da estreiteza dos pontos de vista e das interpretações tendenciosas dos observadores e comentaristas. A população temia a política de détente tanto por medo do avanço nuclear da URSS como também pela mesma significar um afastamento dos EUA sobre a violação dos direitos humanos que ocorria no governo soviético, manifestação evidente após a assinatura dos acordos de Helsinki, fato este também criticado pelo escritor acima mencionado.
Dentre os motivos que levaram ao fracasso da détente, pode-se mencionar a insatisfação popular dos americanos, das questões pessoais, principalmente do presidente Nixon, que se isolava na tomada de decisões com o secretário Kissinger, sofrendo diversas críticas dos demais membros da administração e deixando de se aproveitar de seu conhecimento. Por outro lado, à época, tiveram conflitos internacionais que alarmaram a situação entre os países, como a Guerra do Vietnã, a imigração de judeus para os EUA e as guerras travadas entre Síria, Egito e Israel, que contavam com o apoio de cada um dos lados e frequentes ameaças de uma potência para outra. Por fim, teve-se os conflitos com o Congresso americano, que acreditando que os acordos e medidas tomados no âmbito da détente era unilaterais e favoreciam apenas os EUA, dessa forma, propuseram várias emendas e restrições que não agradaram a URSS, conforme notícia de 15/01/75. Ainda, membros da administração, como o secretário de Defesa James Schlesinger, advertiu o congresso em 75 que reduções unilaterais do poderio norte-americano não eram positivas para a détente, e que apesar desta, ainda existiam inúmeras divergências entre os EUA e a URSS, decorrente de seus sistemas sociais e objetivos políticos econômicos, de forma que períodos de cooperação iriam inevitavelmente se intercalar com períodos de contestação, como de fato ocorreu, e os EUA deveriam estar preparados para isso. De forma geral, apesar das tentativas das duas potências de manter uma coexistência pacífica, inúmeras divergências ideológicas, políticas e econômicas manifestadas em atitudes pessoais, domésticas e internacionais refletiram a impossibilidade dessa política no longo prazo, refletida principalmente em conflitos internacionais nos quais havia ameaças de ambos os lados e nas manifestações domésticas que contrariavam essa política.